# 大学学科能力測験
大学学科能力測験（だいがくがっかのうりょくそっけん）、略称学測は、台湾で実施されている試験制度。高中生の大学進学に必要な基礎学力を備えているかを試験する大学入試システムの一種である。財團法人大學入學考試中心（大考中心）が試験を実施し、受験資格は台湾の高中3年生、卒業生或いは同等の学力を有す者となっている。願書は11月に提出し、1月末から2月初めにかけて試験が実施される。
過去は「聯考」と称される統一入試が実施されていたが、台湾の大学入試多元化政策により学測制度が施行された。その特色は学測で志願者の基礎学力を測定し、一定の成績以上の志願者が｢大学甄選入学｣或いは｢大学考試分発入学｣試験を受験できるシステムとなっている。
受験費用は団体申請（学校単位など）の場合950NTD、個人申請の場合は1000NTDとなり、低所得家庭の子女は受験料が免除される。

## 沿革
最初の学測は1994年（民国83年）である。

## 試験目標
学測は大学入試の第一段階であり、その試験目標は下記の4点とされる。
1. 高中の基礎学力と知識の有無
2. 大学教育を受ける基礎知識の有無
3. 学業内容と生活との結合、或いは多分野知識の結合を計る
4. 理解力及び応用力の確認

## 試験科目
現在学測の試験科目は下記の通りである。
1. 国語
2. 英語
3. 数学
4. 社会（歴史、地理、公民と社会）
5. 理科（物理、化学、生物、地学）

2009年から、新学習指導要領の実施に伴い、社会科の内容が変り、現代社会と三民主義が無くなり公民と社会に変わった。

## 出題範囲と試験時間
| 科目 | 範囲                                       | 試験時間 |
| ---- | ------------------------------------------ | -------- |
| 国語 | 高一国語、高二国語                         | 120分    |
| 英語 | 高一英語、高二英語                         | 100分    |
| 数学 | 高一数学、高二数学                         | 100分    |
| 社会 | 高一歴史、地理、公民と社会                 | 100分    |
| 社会 | 高二歴史、地理、公民と社会                 | 100分    |
| 理科 | 高一基礎物理、基礎化学、基礎生物、基礎地学 | 100分    |
| 理科 | 高二物理、化学、生物、地学                 | 100分    |

マークシート方式が基本であるが、国語と英語は記述式が採用されている
社会と理科に関しては高一内容に関しては必須、高二内容に関しては選択

## 得点計算方式
学測は、受験生を0.1点の単位で点数付けを行うものではないため、点数をそのまま成績とする方式ではなく、各科目を15段階（級）に区分する「級分制」を採用している。学測は5教科あるため、全体としては最高で75段階の評価となる。定義として、まず得点が0点の者が0級分となる。言い換えれば、1点でも取得すれば0級分にはならないことになる。1点以上の点数の級への換算は、まず上位1％の受験生（小数点以下切り上げ）の平均点数を15で割り（小数点以下第3位を四捨五入）、この点数を各級の幅と定義する。前述の通り、まず0点の者を0級とし、以降は先ほど求めた級の幅ごとに1級分、2級分と定め、最高を15級分とする。

### 級分けの例
ある年の学測受験者が161,567人で、100点満点の試験を行った場合、級分の決め方は以下のようになる。
1. 受験生の上位1％にあたる人数を求めると、161,567/100=1,616人（小数点以下切り上げのため）となるため、上位1,616人の点数の総和を求める。この点数の総和が151,497点であったとする。
2. 次にこの上位1％の平均点を求め、さらにこれを15で割ると、（151,497/1,616）/15=6.25点（小数点以下第3位を四捨五入）となるため、これが級区分の幅となる。
3. 実際に点数を級区分にあてはめる際には、まず0点の者を0級分とする。
4. その後、2.で求めた幅ごとに、0.01点～6.25点を1級分、6.26点～12.50点を2級分と級分けを行い、81.26点～87.50点が14級分となる。
5. 最上級の15級分については14級分よりも高い点数の者全員となるため、この場合は87.51点以上が全員15級分となる。

### 別の評価方法
上記の「級分制」のほかに、受験者の人数分布を基にした評価の目安もある。全受験者のうち下位から一定の割合の人数となる得点に、以下の名称がつけられている。
- 頂標：全受験者のうち下位から88％にあたる成績
- 前標：全受験者のうち下位から75％にあたる成績
- 均標：全受験者のうち下位から50％にあたる成績
- 後標：全受験者のうち下位から25％にあたる成績
- 底標：全受験者のうち下位から12％にあたる成績

## アスキーアート
2006年1月22日に行われた学測の国語の試験第二部の問1において「orz（「3Q得Orz」、出題者による正解は「感謝得五体投地」）」の語の意味を問う問題が出された。（参考：実際の問題用紙（PDFファイル、第6項に該当の記述がある。））これに対して、受験生からは多くの批判が寄せられた。